# 2000-es labdarúgó-Európa-bajnokság
A 2000-es labdarúgó-Európa-bajnokságot, azaz az Euro 2000-et Belgium és Hollandia közösen rendezte június 10. és július 2. között. A tornán 16 csapat vett részt. A rendező országokon kívül minden csapatnak selejtezőkből kellett kvalifikálnia magát. A belgák már a csoportkörben kiestek, míg a hollandok az elődöntőig jutottak.
A torna talán legnagyobb meglepetését Portugália okozta, miután veretlenül megnyerték csoportjukat – ahol 3–0-ra győztek többek között Németország ellen –, az elődöntőig masíroztak, ahol hosszabbításban kaptak ki Franciaországtól.
A viadalt végül Franciaország nyerte, miután a döntőben David Trezeguet aranygóljával verték Olaszországot 2–1-re.

## Selejtezők
A selejtezőket 1998 és 1999 között rendezték meg. 49 csapatot osztottak el 9 csoportba. Mindegyik válogatott oda-és visszavágókat játszott a többi csoportbeli csapattal. A csoportelsők és a legjobb csoportmásodik automatikusan továbbjutott. A többi 8 második helyezett kétmérkőzéses rájátszáson vett részt. Közülük négy csapat csatlakozhatott a záró szakaszra kijutott csapatokhoz.

Belgium és Hollandia automatikusan részt vett a versenyen, mint rendező országok.
Az alábbi csapatok vettek részt a záró szakaszon:
| Ország        | Kvalifikáció módja    | Kvalifikáció időpontja | Korábbi részvételek1, 2                           |
| ------------- | --------------------- | ---------------------- | ------------------------------------------------- |
| Belgium       | Rendező               | 1998. január 18.       | 3 (1972, 1980, 1984)                              |
| Hollandia     | Rendező               | 1998. január 18.       | 5 (1976, 1980, 1988, 1992, 1996)                  |
| Olaszország   | 1. csoport győztese   | 1999. október 9.       | 4 (1968, 1980, 1988, 1996)                        |
| Norvégia      | 2. csoport győztese   | 1999. október 9.       | 0 (első alkalom)                                  |
| Németország   | 3. csoport győztese   | 1999. október 9.       | 7 (1972,3 1976,3 1980,3 1984,3 1988,3 1992, 1996) |
| Franciaország | 4. csoport győztese   | 1999. október 9.       | 4 (1960, 1984, 1992, 1996)                        |
| Svédország    | 5. csoport győztese   | 1999. október 9.       | 2 (1992)                                          |
| Spanyolország | 6. csoport győztese   | 1999. október 10.      | 5 (1964, 1980, 1984, 1988, 1996)                  |
| Románia       | 7. csoport győztese   | 1999. október 9.       | 2 (1984, 1996)                                    |
| Jugoszlávia   | 8. csoport győztese   | 1999. október 9.       | 1 (1960,4 1968,4 1976,4 19844)                    |
| Csehország    | 9. csoport győztese   | 1999. október 9.       | 4 (1960,5 1976,5 1980,5 1996)                     |
| Portugália    | Legjobb második       | 1999. október 23.      | 2 (1984, 1996)                                    |
| Dánia         | pótselejtező győztese | 1999. november 17.     | 5 (1964, 1984, 1988, 1992, 1996)                  |
| Anglia        | pótselejtező győztese | 1999. november 17.     | 5 (1968, 1980, 1988, 1992, 1996)                  |
| Szlovénia     | pótselejtező győztese | 1999. november 17.     | 0 (első alkalom)                                  |
| Törökország   | pótselejtező győztese | 1999. november 17.     | 1 (1996)                                          |

1 Félkövérrel van jelölve amikor az adott évbe megnyerte a tornát
2 Dőlt betűvel van jelölve, amikor rendezőként szerepelt
3 NSZK-ként 1992 előtt.
4 Jugoszláviaként 2000 előtt.
5 Csehszlovákiaként 1996. előtt

## Sorsolás
A két házigazdát, a címvédőt és a spanyol válogatottat kiemelték, a további 3 kalap beosztását pedig, a csapatok akkori koefficiense által készítette el az UEFA.
A csoportok sorsolását 1999 végén tartották.
| Kiemeltek                                                               | 1. kalap                                       | 2. kalap                                                 | 3. kalap                                   |
| ----------------------------------------------------------------------- | ---------------------------------------------- | -------------------------------------------------------- | ------------------------------------------ |
| - Németország - Belgium (Rendező) - Spanyolország - Hollandia (Rendező) | - Csehország - Norvégia - Románia - Svédország | - Franciaország - Olaszország - Portugália - Jugoszlávia | - Dánia - Anglia - Szlovénia - Törökország |

## Stadionok
| \| Rotterdam Amsterdam Eindhoven Arnhem Bruges Brüsszel Liège Charleroi \| | \| Rotterdam Amsterdam Eindhoven Arnhem Bruges Brüsszel Liège Charleroi \| | Rotterdam                                       | Amszterdam                                          |
| \| Rotterdam Amsterdam Eindhoven Arnhem Bruges Brüsszel Liège Charleroi \| | \| Rotterdam Amsterdam Eindhoven Arnhem Bruges Brüsszel Liège Charleroi \| | Feijenoord Stadion Befogadóképesség: 50,000     | Amsterdam ArenA Befogadóképesség: 50,000            |
| \| Rotterdam Amsterdam Eindhoven Arnhem Bruges Brüsszel Liège Charleroi \| | \| Rotterdam Amsterdam Eindhoven Arnhem Bruges Brüsszel Liège Charleroi \| |                                                 |                                                     |
| \| Rotterdam Amsterdam Eindhoven Arnhem Bruges Brüsszel Liège Charleroi \| | \| Rotterdam Amsterdam Eindhoven Arnhem Bruges Brüsszel Liège Charleroi \| | Eindhoven                                       | Arnhem                                              |
| \| Rotterdam Amsterdam Eindhoven Arnhem Bruges Brüsszel Liège Charleroi \| | \| Rotterdam Amsterdam Eindhoven Arnhem Bruges Brüsszel Liège Charleroi \| | Philips Stadion Befogadóképesség: 33,000        | GelreDome Befogadóképesség: 30,000                  |
| \| Rotterdam Amsterdam Eindhoven Arnhem Bruges Brüsszel Liège Charleroi \| | \| Rotterdam Amsterdam Eindhoven Arnhem Bruges Brüsszel Liège Charleroi \| |                                                 |                                                     |
| Brüsszel                                                                   | Brugge                                                                     | Liège                                           | Charleroi                                           |
| Baldvin király Stadion Befogadóképesség: 50,000                            | Jan Breydel Stadion Befogadóképesség: 30,000                               | Stade Maurice Dufrasne Befogadóképesség: 30,000 | Stade du Pays de Charleroi Befogadóképesség: 30,000 |
|                                                                            |                                                                            |                                                 |                                                     |
| Rotterdam Amsterdam Eindhoven Arnhem Bruges Brüsszel Liège Charleroi       |                                                                            |                                                 |                                                     |

## Játékvezetők
A holland-belga közös rendezésű Európa-bajnokságon 13 játékvezető működött közre, 12 európai és egy afrikai. Az egyiptomi Gamál al-Gandúr személyében először vezetett Európán kívüli bíró a kontinensviadalon.
- Günter Benkö
- Kim Milton Nielsen
- Gamál al-Gandúr
- Graham Poll
- Gilles Veissière
- Markus Merk
- Pierluigi Collina
- Dick Jol
- Vítor Melo Pereira
- Hugh Dallas
- José García Aranda
- Anders Frisk
- Urs Meier

## Keretek
Minden részt vevő nemzetnek 22 játékost kellett neveznie, a keretben 3 kapust kellett jelölniük.

## Csoportkör
A sorrend meghatározása
Az Európa-bajnokság csoportjaiban ha két vagy több csapat a csoportmérkőzések után azonos pontszámmal állt, a következő pontok alapján kellett megállapítani a sorrendet:
1. több szerzett pont az azonosan álló csapatok között lejátszott mérkőzéseken
2. jobb gólkülönbség az azonosan álló csapatok között lejátszott mérkőzéseken (ha kettőnél több csapat áll azonos pontszámmal)
3. több szerzett gól az azonosan álló csapatok között lejátszott mérkőzéseken (ha kettőnél több csapat áll azonos pontszámmal)
4. jobb gólkülönbség az összes csoportmérkőzésen
5. több szerzett gól az összes csoportmérkőzésen
6. jobb együttható a 2000-es Eb-selejtezők és az 1998-as vb-selejtezők alapján
7. jobb fair play pontszám
8. sorsolás

### A csoport
| Hely. | Csapat      | M | Gy | D | V | G+ | G– | Gk | P | Továbbjutás                                |
| ----- | ----------- | - | -- | - | - | -- | -- | -- | - | ------------------------------------------ |
| 1.    | Portugália  | 3 | 3  | 0 | 0 | 7  | 2  | +5 | 9 | Továbbjutott az egyenes kieséses szakaszba |
| 2.    | Románia     | 3 | 1  | 1 | 1 | 4  | 4  | 0  | 4 | Továbbjutott az egyenes kieséses szakaszba |
| 3.    | Anglia      | 3 | 1  | 0 | 2 | 5  | 6  | −1 | 3 |                                            |
| 4.    | Németország | 3 | 0  | 1 | 2 | 1  | 5  | −4 | 1 |                                            |

| 2000. június 12. 18:00 |

| Németország | 1–1                         | Románia     |
| ----------- | --------------------------- | ----------- |
| Scholl 28'  | (1–1) Jegyzőkönyv Részletek | Moldovan 5' |

| Stade Maurice Dufrasne, Liège Nézőszám: 30 000 Játékvezető: Kim Milton Nielsen (dán) |

| 2000. június 12. 20:45 |

| Portugália                           | 3–2                         | Anglia                   |
| ------------------------------------ | --------------------------- | ------------------------ |
| Figo 22' J. Pinto 37' Nuno Gomes 59' | (2–2) Jegyzőkönyv Részletek | Scholes 3' McManaman 18' |

| Philips Stadion, Eindhoven Nézőszám: 30 000 Játékvezető: Anders Frisk (svéd) |

| 2000. június 17. 18:00 |

| Románia | 0–1                         | Portugália     |
| ------- | --------------------------- | -------------- |
|         | (0–0) Jegyzőkönyv Részletek | Costinha 90+4' |

| GelreDome, Arnhem Nézőszám: 18 000 Játékvezető: Gilles Veissière (francia) |

| 2000. június 17. 20:45 |

| Anglia      | 1–0                         | Németország |
| ----------- | --------------------------- | ----------- |
| Shearer 53' | (0–0) Jegyzőkönyv Részletek |             |

| Stade du Pays de Charleroi, Charleroi Nézőszám: 30 000 Játékvezető: Pierluigi Collina (olasz) |

| 2000. június 20. 20:45 |

| Anglia                          | 2–3                         | Románia                                     |
| ------------------------------- | --------------------------- | ------------------------------------------- |
| Shearer 41' (11-esből) Owen 45' | (2–1) Jegyzőkönyv Részletek | Chivu 22' Munteanu 48' Ganea 89' (11-esből) |

| Stade du Pays de Charleroi, Charleroi Nézőszám: 30 000 Játékvezető: Urs Meier (svájci) |

| 2000. június 20. 20:45 |

| Portugália            | 3–0                         | Németország |
| --------------------- | --------------------------- | ----------- |
| Conceição 35' 54' 71' | (1–0) Jegyzőkönyv Részletek |             |

| Feijenoord Stadion, Rotterdam Nézőszám: 44 000 Játékvezető: Dick Jol (holland) |

### B csoport
| Hely. | Csapat      | M | Gy | D | V | G+ | G– | Gk | P | Továbbjutás                                |
| ----- | ----------- | - | -- | - | - | -- | -- | -- | - | ------------------------------------------ |
| 1.    | Olaszország | 3 | 3  | 0 | 0 | 6  | 2  | +4 | 9 | Továbbjutott az egyenes kieséses szakaszba |
| 2.    | Törökország | 3 | 1  | 1 | 1 | 3  | 2  | +1 | 4 | Továbbjutott az egyenes kieséses szakaszba |
| 3.    | Belgium (R) | 3 | 1  | 0 | 2 | 2  | 5  | −3 | 3 |                                            |
| 4.    | Svédország  | 3 | 0  | 1 | 2 | 2  | 4  | −2 | 1 |                                            |

| 2000. június 10. 20:45 |

| Belgium             | 2–1                         | Svédország  |
| ------------------- | --------------------------- | ----------- |
| Goor 43' Mpenza 46' | (1–0) Jegyzőkönyv Részletek | Mjällby 53' |

| Baldvin király Stadion, Brüsszel Nézőszám: 50 000 Játékvezető: Markus Merk (német) |

| 2000. június 11. 14:30 |

| Törökország | 1–2                         | Olaszország                      |
| ----------- | --------------------------- | -------------------------------- |
| Okan 62'    | (0–0) Jegyzőkönyv Részletek | Conte 52' Inzaghi 70' (11-esből) |

| GelreDome, Arnhem Nézőszám: 25 000 Játékvezető: Hugh Dallas (skót) |

| 2000. június 14. 20:45 |

| Olaszország        | 2–0                         | Belgium |
| ------------------ | --------------------------- | ------- |
| Totti 6' Fiore 66' | (1–0) Jegyzőkönyv Részletek |         |

| Baldvin király Stadion, Brüsszel Nézőszám: 46 000 Játékvezető: José García Aranda (spanyol) |

| 2000. június 15. 20:45 |

| Svédország | 0–0                   | Törökország |
| ---------- | --------------------- | ----------- |
|            | Jegyzőkönyv Részletek |             |

| Philips Stadion, Eindhoven Nézőszám: 28 560 Játékvezető: Dick Jol (holland) |

| 2000. június 19. 20:45 |

| Törökország   | 2–0                         | Belgium |
| ------------- | --------------------------- | ------- |
| Şükür 45' 70' | (1–0) Jegyzőkönyv Részletek |         |

| Baldvin király Stadion, Brüsszel Nézőszám: 48 000 Játékvezető: Kim Milton Nielsen (dán) |

| 2000. június 19. 20:45 |

| Olaszország                 | 2–1                         | Svédország  |
| --------------------------- | --------------------------- | ----------- |
| Di Biagio 39' Del Piero 88' | (1–0) Jegyzőkönyv Részletek | Larsson 77' |

| Philips Stadion, Eindhoven Nézőszám: 33 000 Játékvezető: Vítor Melo Pereira (portugál) |

### C csoport
| Hely. | Csapat        | M | Gy | D | V | G+ | G– | Gk | P | Továbbjutás                                |
| ----- | ------------- | - | -- | - | - | -- | -- | -- | - | ------------------------------------------ |
| 1.    | Spanyolország | 3 | 2  | 0 | 1 | 6  | 5  | +1 | 6 | Továbbjutott az egyenes kieséses szakaszba |
| 2.    | Jugoszlávia   | 3 | 1  | 1 | 1 | 7  | 7  | 0  | 4 | Továbbjutott az egyenes kieséses szakaszba |
| 3.    | Norvégia      | 3 | 1  | 1 | 1 | 1  | 1  | 0  | 4 |                                            |
| 4.    | Szlovénia     | 3 | 0  | 2 | 1 | 4  | 5  | −1 | 2 |                                            |

1. 1 2  Egymás elleni eredmény: Norvégia 0–1 Jugoszlávia.

| 2000. június 13. 18:00 |

| Spanyolország | 0–1                         | Norvégia    |
| ------------- | --------------------------- | ----------- |
|               | (0–0) Jegyzőkönyv Részletek | Iversen 65' |

| Feijenoord Stadion, Rotterdam Nézőszám: 45 000 Játékvezető: Gamál al-Gandúr (egyiptomi) |

| 2000. június 13. 20:45 |

| Jugoszlávia                    | 3–3                         | Szlovénia                  |
| ------------------------------ | --------------------------- | -------------------------- |
| Milošević 67' 73' Drulović 70' | (0–1) Jegyzőkönyv Részletek | Zahovič 23' 57' Pavlin 52' |

| Stade du Pays de Charleroi, Charleroi Nézőszám: 16 478 Játékvezető: Vítor Melo Pereira (portugál) |

| 2000. június 18. 18:00 |

| Szlovénia   | 1–2                         | Spanyolország          |
| ----------- | --------------------------- | ---------------------- |
| Zahovič 59' | (0–1) Jegyzőkönyv Részletek | Raúl 4' Etxeberria 60' |

| Amsterdam ArenA, Amszterdam Nézőszám: 43 000 Játékvezető: Markus Merk (német) |

| 2000. június 18. 20:45 |

| Norvégia | 0–1                         | Jugoszlávia  |
| -------- | --------------------------- | ------------ |
|          | (0–1) Jegyzőkönyv Részletek | Milošević 8' |

| Stade Maurice Dufrasne, Liège Nézőszám: 24 000 Játékvezető: Hugh Dallas (skót) |

| 2000. június 21. 18:00 |

| Jugoszlávia                                  | 3–4                         | Spanyolország                                                 |
| -------------------------------------------- | --------------------------- | ------------------------------------------------------------- |
| Milošević 30' Govedarica 50' Komljenović 75' | (1–1) Jegyzőkönyv Részletek | Alfonso 38' 90+4' Pedro Munitis 51' Mendieta 90+1' (11-esből) |

| Jan Breydel Stadion, Brugge Nézőszám: 22 000 Játékvezető: Gilles Veissière (francia) |

| 2000. június 21. 18:00 |

| Szlovénia | 0–0                   | Norvégia |
| --------- | --------------------- | -------- |
|           | Jegyzőkönyv Részletek |          |

| GelreDome, Arnhem Nézőszám: 18 000 Játékvezető: Graham Poll (angol) |

### D csoport
| Hely. | Csapat        | M | Gy | D | V | G+ | G– | Gk | P | Továbbjutás                                |
| ----- | ------------- | - | -- | - | - | -- | -- | -- | - | ------------------------------------------ |
| 1.    | Hollandia (R) | 3 | 3  | 0 | 0 | 7  | 2  | +5 | 9 | Továbbjutott az egyenes kieséses szakaszba |
| 2.    | Franciaország | 3 | 2  | 0 | 1 | 7  | 4  | +3 | 6 | Továbbjutott az egyenes kieséses szakaszba |
| 3.    | Csehország    | 3 | 1  | 0 | 2 | 3  | 3  | 0  | 3 |                                            |
| 4.    | Dánia         | 3 | 0  | 0 | 3 | 0  | 8  | −8 | 0 |                                            |

| 2000. június 11. 18:00 |

| Franciaország                   | 3–0                         | Dánia |
| ------------------------------- | --------------------------- | ----- |
| Blanc 16' Henry 64' Wiltord 90' | (1–0) Jegyzőkönyv Részletek |       |

| Jan Breydel Stadion, Brugge Nézőszám: 29 500 Játékvezető: Günter Benkö (osztrák) |

| 2000. június 11. 20:45 |

| Hollandia                 | 1–0                         | Csehország |
| ------------------------- | --------------------------- | ---------- |
| F. de Boer 89' (11-esből) | (0–0) Jegyzőkönyv Részletek |            |

| Amsterdam ArenA, Amszterdam Nézőszám: 50 000 Játékvezető: Pierluigi Collina (olasz) |

| 2000. június 16. 18:00 |

| Csehország              | 1–2                         | Franciaország          |
| ----------------------- | --------------------------- | ---------------------- |
| Poborský 35' (11-esből) | (1–1) Jegyzőkönyv Részletek | Henry 7' Djorkaeff 60' |

| Jan Breydel Stadion, Brugge Nézőszám: 25 000 Játékvezető: Graham Poll (angol) |

| 2000. június 16. 20:45 |

| Dánia | 0–3                         | Hollandia                              |
| ----- | --------------------------- | -------------------------------------- |
|       | (0–0) Jegyzőkönyv Részletek | Kluivert 57' R. de Boer 66' Zenden 77' |

| Feijenoord Stadion, Rotterdam Nézőszám: 51 000 Játékvezető: Urs Meier (svájci) |

| 2000. június 21. 20:45 |

| Dánia | 0–2                         | Csehország     |
| ----- | --------------------------- | -------------- |
|       | (0–0) Jegyzőkönyv Részletek | Šmicer 64' 67' |

| Stade Maurice Dufrasne, Liège Nézőszám: 25 000 Játékvezető: Gamál al-Gandúr (egyiptomi) |

| 2000. június 21. 20:45 |

| Franciaország            | 2–3                         | Hollandia                                      |
| ------------------------ | --------------------------- | ---------------------------------------------- |
| Dugarry 8' Trezeguet 31' | (2–1) Jegyzőkönyv Részletek | Patrick Kluivert 14' F. de Boer 51' Zenden 59' |

| Amsterdam ArenA, Amszterdam Nézőszám: 44 000 Játékvezető: Anders Frisk (svéd) |

## Egyenes kieséses szakasz
|  |                         |               |                         |                       |       |               |                       |           |  |  |       |       |       |
|  | Negyeddöntők            | Negyeddöntők  | Negyeddöntők            |                       |       | Elődöntők     | Elődöntők             | Elődöntők |  |  | Döntő | Döntő | Döntő |
|  | Negyeddöntők            | Negyeddöntők  | Negyeddöntők            |                       |       | Elődöntők     | Elődöntők             | Elődöntők |  |  | Döntő | Döntő | Döntő |
|  | június 25. – Brugge     |               |                         |                       |       |               |                       |           |  |  |       |       |       |
|  |                         |               |                         |                       |       |               |                       |           |  |  |       |       |       |
|  | C1                      | Spanyolország | 1                       |                       |       |               |                       |           |  |  |       |       |       |
|  | C1                      | Spanyolország | 1                       | június 28. – Brüsszel |       |               |                       |           |  |  |       |       |       |
|  | D2                      | Franciaország | 2                       |                       |       |               |                       |           |  |  |       |       |       |
|  | D2                      | Franciaország | 2                       |                       |       | Franciaország | Franciaország         | 2         |  |  |       |       |       |
|  | június 24. – Amszterdam |               |                         |                       |       | Franciaország | Franciaország         | 2         |  |  |       |       |       |
|  |                         |               | Portugália              | Portugália            | 1     |               |                       |           |  |  |       |       |       |
|  | B2                      | Törökország   | Portugália              | Portugália            | 1     | 0             |                       |           |  |  |       |       |       |
|  | B2                      | Törökország   |                         |                       |       | 0             | július 2. – Rotterdam |           |  |  |       |       |       |
|  | A1                      | Portugália    | 2                       |                       |       |               |                       |           |  |  |       |       |       |
|  | A1                      | Portugália    | 2                       |                       |       | Franciaország | Franciaország         | 2         |  |  |       |       |       |
|  | június 24. – Brüsszel   |               |                         |                       |       | Franciaország | Franciaország         | 2         |  |  |       |       |       |
|  |                         |               | Olaszország             | Olaszország           | 1     |               |                       |           |  |  |       |       |       |
|  | B1                      | Olaszország   | Olaszország             | Olaszország           | 1     | 2             |                       |           |  |  |       |       |       |
|  | B1                      | Olaszország   | június 29. – Amszterdam |                       |       | 2             |                       |           |  |  |       |       |       |
|  | A2                      | Románia       | 0                       |                       |       |               |                       |           |  |  |       |       |       |
|  | A2                      | Románia       | 0                       |                       |       | Olaszország   | Olaszország           | 0 (3)     |  |  |       |       |       |
|  | június 25. – Rotterdam  |               |                         |                       |       | Olaszország   | Olaszország           | 0 (3)     |  |  |       |       |       |
|  |                         |               | Hollandia               | Hollandia             | 0 (1) |               |                       |           |  |  |       |       |       |
|  | D1                      | Hollandia     | Hollandia               | Hollandia             | 0 (1) | 6             |                       |           |  |  |       |       |       |
|  | D1                      | Hollandia     |                         |                       |       |               |                       |           |  |  |       |       |       |
|  | C2                      | Jugoszlávia   | 1                       |                       |       |               |                       |           |  |  |       |       |       |
|  | C2                      | Jugoszlávia   | 1                       |                       |       |               |                       |           |  |  |       |       |       |
|  |                         |               |                         |                       |       |               |                       |           |  |  |       |       |       |

### Negyeddöntők
| 2000. június 24. 18:00 |

| Törökország | 0–2                         | Portugália         |
| ----------- | --------------------------- | ------------------ |
|             | (0–1) Jegyzőkönyv Részletek | Nuno Gomes 44' 56' |

| Amsterdam ArenA, Amszterdam Nézőszám: 42 000 Játékvezető: Dick Jol (holland) |

| 2000. június 24. 20:45 |

| Olaszország           | 2–0                         | Románia |
| --------------------- | --------------------------- | ------- |
| Totti 33' Inzaghi 43' | (2–0) Jegyzőkönyv Részletek |         |

| Baldvin király Stadion, Brüsszel Nézőszám: 40 000 Játékvezető: Vítor Melo Pereira (portugál) |

| 2000. június 25. 18:00 |

| Hollandia                                                    | 6–1                         | Jugoszlávia     |
| ------------------------------------------------------------ | --------------------------- | --------------- |
| Kluivert 24' 38' 54' Govedarica 51' (öngól) Overmars 78' 90' | (2–0) Jegyzőkönyv Részletek | Milošević 90+1' |

| Feijenoord Stadion, Rotterdam Nézőszám: 44 000 Játékvezető: José García Aranda (spanyol) |

| 2000. június 25. 20:45 |

| Spanyolország           | 1–2                         | Franciaország            |
| ----------------------- | --------------------------- | ------------------------ |
| Mendieta 38' (11-esből) | (1–2) Jegyzőkönyv Részletek | Zidane 32' Djorkaeff 44' |

| Jan Breydel Stadion, Brugge Nézőszám: 30 000 Játékvezető: Pierluigi Collina (olasz) |

### Elődöntők
| 2000. június 28. 20:45 |

| Franciaország                    | 2–1 (h. u.)                           | Portugália     |
| -------------------------------- | ------------------------------------- | -------------- |
| Henry 51' Zidane 117' (11-esből) | (0–1, 1–1, 1–1) Jegyzőkönyv Részletek | Nuno Gomes 19' |

| Baldvin király Stadion, Brüsszel Nézőszám: 50 000 Játékvezető: Günter Benkö (osztrák) |

| 2000. június 29. 18:00 |

| Olaszország                      | 0–0 (h. u.)           | Hollandia                        |
| -------------------------------- | --------------------- | -------------------------------- |
|                                  | Jegyzőkönyv Részletek |                                  |
| Büntetőpárbaj                    |                       |                                  |
| Di Biagio Pessotto Totti Maldini | 3–1                   | F. de Boer Stam Kluivert Bosvelt |

| Amsterdam ArenA, Amszterdam Nézőszám: 50 000 Játékvezető: Markus Merk (német) |

### Döntő
| 2000. július 2. 20:00 |

| Franciaország                | 2–1 (h. u.)            | Olaszország    |
| ---------------------------- | ---------------------- | -------------- |
| Wiltord 90+4' Trezeguet 103' | (0–0, 1–1) Jegyzőkönyv | Delvecchio 55' |

| Feijenoord Stadion, Rotterdam Nézőszám: 50 000 Játékvezető: Anders Frisk (svéd) |

| A 2000-es labdarúgó-Európa-bajnokság győztese |
| --------------------------------------------- |
| · Franciaország · 2. cím                      |

## Statisztikák

### Gólszerzők
5 gólos
- Patrick Kluivert
- Savo Milošević

4 gólos
- Nuno Gomes

3 gólos
- Thierry Henry
- Sérgio Conceição
- Zlatko Zahovič

2 gólos
| - Vladimír Šmicer - Alan Shearer - Youri Djorkaeff - David Trezeguet - Sylvain Wiltord | - Zinédine Zidane - Frank de Boer - Marc Overmars - Boudewijn Zenden | - Filippo Inzaghi - Francesco Totti - Gaizka Mendieta - Alfonso Pérez - Hakan Şükür |

1 gólos
| - Bart Goor - Émile Mpenza - Karel Poborský - Steve McManaman - Michael Owen - Paul Scholes - Laurent Blanc - Christophe Dugarry - Mehmet Scholl - Antonio Conte - Alessandro Del Piero | - Marco Delvecchio - Luigi Di Biagio - Stefano Fiore - Ronald de Boer - Steffen Iversen - Costinha - Luís Figo - João Pinto - Cristian Chivu - Ionel Ganea - Viorel Moldovan - Dorinel Munteanu | - Miran Pavlin - Joseba Etxeberria - Pedro Munitis - Raúl - Henrik Larsson - Johan Mjällby - Okan Buruk - Ljubinko Drulović - Dejan Govedarica - Slobodan Komljenović |

1 öngólos
- Dejan Govedarica (Hollandia ellen)

### All Star csapat
| Kapusok                        | Hátvédek                                                                     | Középpályások                                                                          | Csatárok                                                                 |
| ------------------------------ | ---------------------------------------------------------------------------- | -------------------------------------------------------------------------------------- | ------------------------------------------------------------------------ |
| Francesco Toldo Fabien Barthez | Frank de Boer Alessandro Nesta Fabio Cannavaro Marcel Desailly Laurent Blanc | Luís Figo Boudewijn Zenden Zinédine Zidane Edgar Davids Patrick Vieira Josep Guardiola | Patrick Kluivert Francesco Totti Nuno Gomes Thierry Henry Savo Milošević |

Az Eb legjobb játékosa
- Zinédine Zidane

### Végeredmény
Az első két helyezett utáni sorrend nem tekinthető hivatalosnak, mivel ezekért a helyekért nem játszottak mérkőzéseket. Ezért e helyezések meghatározásához az alábbiak lettek figyelembe véve:
1. több szerzett pont (a 11-esekkel eldöntött találkozók a hosszabbítást követő eredménnyel, döntetlenként vannak feltüntetve)
2. jobb gólkülönbség
3. több szerzett gól

| Hely.                    | Csapat        | M | Gy | D | V | G+ | G– | Gk  | P  |
| ------------------------ | ------------- | - | -- | - | - | -- | -- | --- | -- |
| 1. helyezett, aranyérmes | Franciaország | 6 | 5  | 0 | 1 | 13 | 7  | +6  | 15 |
| 2. helyezett, ezüstérmes | Olaszország   | 6 | 4  | 1 | 1 | 9  | 4  | +5  | 13 |
| 3. helyezett, bronzérmes | Hollandia (R) | 5 | 4  | 1 | 0 | 13 | 3  | +10 | 13 |
| 3. helyezett, bronzérmes | Portugália    | 5 | 4  | 0 | 1 | 10 | 4  | +6  | 12 |
|                          |               |   |    |   |   |    |    |     |    |
| 5.                       | Spanyolország | 4 | 2  | 0 | 2 | 7  | 7  | 0   | 6  |
| 6.                       | Törökország   | 4 | 1  | 1 | 2 | 3  | 4  | −1  | 4  |
| 7.                       | Románia       | 4 | 1  | 1 | 2 | 4  | 6  | −2  | 4  |
| 8.                       | Jugoszlávia   | 4 | 1  | 1 | 2 | 8  | 13 | −5  | 4  |
|                          |               |   |    |   |   |    |    |     |    |
| 9.                       | Norvégia      | 3 | 1  | 1 | 1 | 1  | 1  | 0   | 4  |
| 10.                      | Csehország    | 3 | 1  | 0 | 2 | 3  | 3  | 0   | 3  |
| 11.                      | Anglia        | 3 | 1  | 0 | 2 | 5  | 6  | −1  | 3  |
| 12.                      | Belgium (R)   | 3 | 1  | 0 | 2 | 2  | 5  | −3  | 3  |
| 13.                      | Szlovénia     | 3 | 0  | 2 | 1 | 4  | 5  | −1  | 2  |
| 14.                      | Svédország    | 3 | 0  | 1 | 2 | 2  | 4  | −2  | 1  |
| 15.                      | Németország   | 3 | 0  | 1 | 2 | 1  | 5  | −4  | 1  |
| 16.                      | Dánia         | 3 | 0  | 0 | 3 | 0  | 8  | −8  | 0  |

## Közvetítések
Az addigi Európa-bajnokságokhoz hasonlóan Magyarországon az MTV rendelkezett a közvetítési jogokkal. A mérkőzéseket többnyire élőben sugározták az M1-en, kivéve az utolsó csoportkör párhuzamos mérkőzéseit, amelyekről aznap este összefoglalót adtak, majd másnap az M2-n teljes egészében leadták. A kommentátor a belgiumi helyszíneken, így a nyitómérkőzésen is Knézy Jenő, Hollandiában, így a döntőben is Hajdú B. István volt. Azokat a csoportmérkőzéseket, amiken nem volt helyszíni riporter, a budapesti stúdióból kommentálta Faragó Richard és Ágai Kis András. Az egyenes kieséses szakaszra Faragó is kiutazott riportokat készíteni, majd a Portugália–Franciaország elődöntőt is ő kommentálta.